# Sérgio e Odair Assad tocam Piazzolla
Sérgio e Odair Assad tocam Piazzolla - ou Sérgio e Odair Assad play Piazzolla - é um álbum de tango de Sérgio Assad e Odair Assad

## Faixas
Tango Suite for 2 guitars
01- Deciso

02- Andante

03- Allegro

04- Escualo, tango

05- Invierno porteño, tango (incl. in Cuatro estaciones porteñas [The Four Seasons]) -
(com Fernando Suarez Paz)

06- Primavera porteña, tango (incl. in Cuatro estaciones porteñas [The Four Seasons])

07- Decaríssimo, tango (com Marcelo Nisinman)

08- Auscencias, tango (from film, Tango: El exilio de Gardel)

Suite Troileana
09- Bandoneon

10- Whisky

11- Zita

12- Escolaso

13- L'histoire du tango, tango cycle for flute & guitar - Bordel 1900 (com Fernando Suarez Paz)

14- Fracanapa, tango (com Fernando Suarez Paz e Marcelo Nisiman)

## Prêmios e Indicações
| Ano  | Prêmio                | Trabalho                             | Indicação             | Resultado | Ref.  |
| ---- | --------------------- | ------------------------------------ | --------------------- | --------- | ----- |
| 2002 | Grammy Latino de 2002 | Sérgio e Odair Assad tocam Piazzolla | Melhor Álbum de Tango | Venceu    | [ 1 ] |